# Faculdade de Psicologia e Ciências da Educação da Universidade de Lisboa
A Faculdade de Psicologia e Ciências da Educação da Universidade de Lisboa (FPCE-UL) foi uma extinta unidade orgânica da Universidade de Lisboa (1911-2013).
Até inícios dos anos 80 do século XX, o ensino da psicologia era ministrado nas Faculdades de Letras das três universidades clássicas do país (Coimbra, Lisboa e Porto), no âmbito dos cursos de filosofia. Após o 25 de Abril, a psicologia foi autonomizada da filosofia, criando-se os respetivos cursos nas Faculdades de Letras do país (1977). Por fim, em 1980, através do decreto-lei n.º 529/80, eram criadas nas três universidades Faculdades de Psicologia e Ciências da Educação, resultantes da autonomização daqueles cursos. No final dos anos 80 foi dotada de um edifício próprio, na na Alameda da Universidade (Cidade Universitária), a nascente da Faculdade de Direito.
A Faculdade de Psicologia e Ciências da Educação existiu durante quase trinta anos, tendo sido declarada extinta em 31 de Dezembro de 2009, na sequência da aprovação dos novos Estatutos da Universidade de Lisboa, que criaram em seu lugar duas novas unidades orgânicas: a Faculdade de Psicologia e o Instituto de Educação, muito embora continuem a partilhar o mesmo espaço físico e alguns serviços partilhados (como a biblioteca).